# دروسينغ
دروسينغ (بالألمانية: Drösing) هي بلدة في مقاطعة غانسيرندورف في ولاية النمسا السفلى.